# Just Wanna
«Just Wanna» es una canción de la rapera australiana Iggy Azalea. Fue lanzada el 28 de junio de 2019 como sencillo promocional de su segundo álbum de estudio In My Defense (2019). La canción fue escrita por Azalea y producida por J. White Did It.

## Antecedentes
Después de lanzar las canciones «Sally Walker» y «Started» como sencillos de In My Defense, Azalea lanzó «Just Wanna» como sencillo promocional el 28 de junio de 2019, junto con la opción de poder pre-ordenar el álbum.